# Somebody to Love (piosenka Nelly Furtado)
Somebody to Love – piosenka napisana przez Nelly Furtado i Ricka Nowelsa na trzeci album studyjny Furtado Loose. Przez nich też została wyprodukowana. W lutym 2008 roku wydana w Grecji i Turcji jako singel promocyjny (do radia).
Piosenka jest jednym z międzynarodowych bonusowych utworów z Loose.

## Miejsca na listach
| Notowanie (2008)      | Najwyższa pozycja |
| --------------------- | ----------------- |
| Turkish Singles Chart | 1                 |
| Greek Airplay Chart   | 1                 |
| Greece Singles Chart  | 10                |